# Rusi Mulla Feroze
Rustom "Rusi" Mulla Feroze (1922 — data de morte desconhecido) foi um ciclista olímpico indiano. Feroze representou sua nação nos Jogos Olímpicos de Verão de 1948, em Londres.